# Мандей, Энтони
Энтони Мандей (англ. Anthony Munday; крестился 13 октября 1560, Лондон, Соединённое Королевство — 10 августа 1633, Лондон) — английский драматург, прозаик, поэт и переводчик. Известен, главным образом, как один из основных предшественников Шекспира в английской драматургии, а также своими произведениями про Робин Гуда.

## Биография
Сын торговца тканями, обучался на печатника. В 1576 году сделал попытку попробовать себя в литературе. Дебютировал Э. Мандей несколькими стихами, которые включил в книгу поэзии, которую в это время печатал. Вернувшись из поездки во Францию и Италию, начал публиковать более крупные работы..
На всех этапах своей творческой карьеры, пробовал себя в разных жанрах. В 1588—1602 и 1618—1619 годах писал, в основном, романы, в 1596—1602 годах — драмы и т. д. Кроме того, переводил рыцарские романы с испанского на английский язык, публиковал стихи, газетные статьи и занимался постановкой публичных зрелищ. Построил успешную финансовую карьеру, благодаря хорошим отношениям с клиентами, издателями, покровителями, владельцами театров. В конце своей жизни он был обладателем около 80 титулов и других почётных званий, в том числе назван «Клерком Лондонского Сити» и получил привилегию на выпуск журнала «Обзоры Лондона». В своё время Э. Мандей был одним из самых популярных и читаемых авторов Англии. Из 18 пьес, написанных между 1584 и 1602 годамий в сотрудничестве с Генри Четтлом, Майклом Дрейтоном, Томасом Деккером и другими драматургами, сохранилось всего четыре.
Был одним из самых плодовитых авторов того времени.
В конце жизни продолжил торговое дело своего отца.

## Избранные драмы
- Fidele and Fortunio or Fedele and Fortuna, by Anthony Munday. c. 1584.
- Mother Redcap, by Anthony Munday and Michael Drayton. December 1597. Не издана.
- The Downfall of Robert Earl of Huntington, by Anthony Munday. February 1597-8. Printed in 1601.
- The Death of Robert Earl of Huntington, by Anthony Munday and Henry Chettle. February 1597-8. Printed in 1601.
- The Funeral of Richard Cordelion, by Robert Wilson, Henry Chettle, Anthony Munday, and Michael Drayton. May 1598. Не издана.
- Valentine and Orson, by Richard Hathwaye and Anthony Munday. July 1598. Не издана.
- Chance Medley, by Robert Wilson, Anthony Munday, Michael Drayton, and Thomas Dekker. August 1598. Не издана.
- Owen Tudor, by Michael Drayton, Richard Hathwaye, Anthony Munday, and Robert Wilson. January 1599—1600. Не издана.
- Fair Constance of Rome, by Anthony Munday, Richard Hathwaye, Michael Drayton, and Thomas Dekker. June 1600. Не издана.
- Fair Constance of Rome, Part II., by the same authors. June 1600. Не издана.
- The Rising of Cardinal Wolsey, [154] by Anthony Munday, Michael Drayton, Henry Chettle, and Wentworth Smith. 12 November 1601. Не издана.
- Two Harpies, by Thomas Dekker, Michael Drayton, Thomas Middleton, John Webster, and Anthony Munday. May 1602. Не издана.
- The Widow’s Charm, by Anthony Munday. July 1602. Printed in 1607, as Malone conjectured,[5]
- The Set at Tennis, by Anthony Munday. December 1602. Не издана.
- The first part of the Life of Sir John Oldcastle, by Anthony Munday, Michael Drayton, Robert Wilson, and Richard Hathwaye; 1600, 1619[6].

## Переводы
- Palmerin D’Oliva (1588)
- Francisco de Morais’s The honorable, pleasant and rare conceited historie of Palmendos (1589)
- Etienne de Maisonneuf’s Gerileon of England (1592)
- The anonymous Primaleon of Greece (1594)
- Amadis de Gaul (1596)
- Palmerin of England (1596)
- The Dumbe Diuine Speaker by Giacomo Affinati d’Acuto Romano (1605)